# تی‌وی بای د نامبرز
تی‌وی بای د نامبرز (انگلیسی: TV by the Numbers) وب سایتی برای جمع‌آوری و تجزیه و تحلیل اطلاعات رتبه‌بندی تلویزیون‌ها در آمریکاست. و توسط بیل جرمن و رابرت سیدمن در سال ۲۰۰۷ پایه‌گذاری شد.